# R-Klasse (1917)
| R-Klasse                                          | R-Klasse | R-Klasse |
| Allgemeine Daten                                  | Allgemeine Daten | Allgemeine Daten |
| ------------------------------------------------- | --- | --- |
| Schiffstyp:                                       | - U-Boot | - U-Boot |
| Marine:                                           | - Royal Navy | - Royal Navy |
| Bauwerften:                                       | - Armstrong Whitworth (Newcastle) - Cammell Laird (Birkenhead) - Chatham Dockyard (Chatham) - Devonport Dockyard (Devonport) - Pembroke Dock (Pembroke) - Vickers (Barrow-in-Furness) | - Armstrong Whitworth (Newcastle) - Cammell Laird (Birkenhead) - Chatham Dockyard (Chatham) - Devonport Dockyard (Devonport) - Pembroke Dock (Pembroke) - Vickers (Barrow-in-Furness) |
| Einheiten:                                        | - 12 | - 12 |
| Boote der Klasse                                  | | |
| R1, R2, R3, R4, R5, R6, R7, R8, R9, R10, R11, R12 | | |
| Technische Daten                                  | | |
| Besatzung:                                        | - 22 Mann - 2 Offiziere - 20 Mannschaften | - 22 Mann - 2 Offiziere - 20 Mannschaften |
| Verdrängung:                                      | - über Wasser: 420 ts - unter Wasser: 500 ts | - über Wasser: 420 ts - unter Wasser: 500 ts |
| Länge:                                            | - 50 m | - 50 m |
| Breite:                                           | - 4,9 m | - 4,9 m |
| Tiefgang:                                         | - 3,5 m | - 3,5 m |
| Antrieb:                                          | - Dieselmotor: 480 PS (360 kW) - Elektroantrieb: Gesamt 1200 PS (890 kW) - ein Propeller                                                                                              | - Dieselmotor: 480 PS (360 kW) - Elektroantrieb: Gesamt 1200 PS (890 kW) - ein Propeller                                                                                              |
| Geschwindigkeit:                                  | - über Wasser: 9,5 kn (17,6 km/h) - unter Wasser: 14 kn (26 km/h) | - über Wasser: 9,5 kn (17,6 km/h) - unter Wasser: 14 kn (26 km/h) |
| Fahrbereich:                                      | - getaucht mit Batterien bei 14 kn: - 14 sm (26,7 km) | - getaucht mit Batterien bei 14 kn: - 14 sm (26,7 km) |
| Tauchtiefe:                                       | | |
| Bewaffnung                                        | | |
| Torpedorohre:                                     | - 6× 18″ (457 mm) - 12× Reservetorpedos | - 6× 18″ (457 mm) - 12× Reservetorpedos |

Die R-Klasse war eine Klasse von U-Booten der britischen Royal Navy, die im Ersten Weltkrieg entwickelt und gebaut wurde. Konzipierte Einsatzaufgabe war die Jagd auf feindliche U-Boote, weswegen der U-Boot-Typ eine Reihe äußerst fortschrittlicher Merkmale aufwies.

## Geschichte

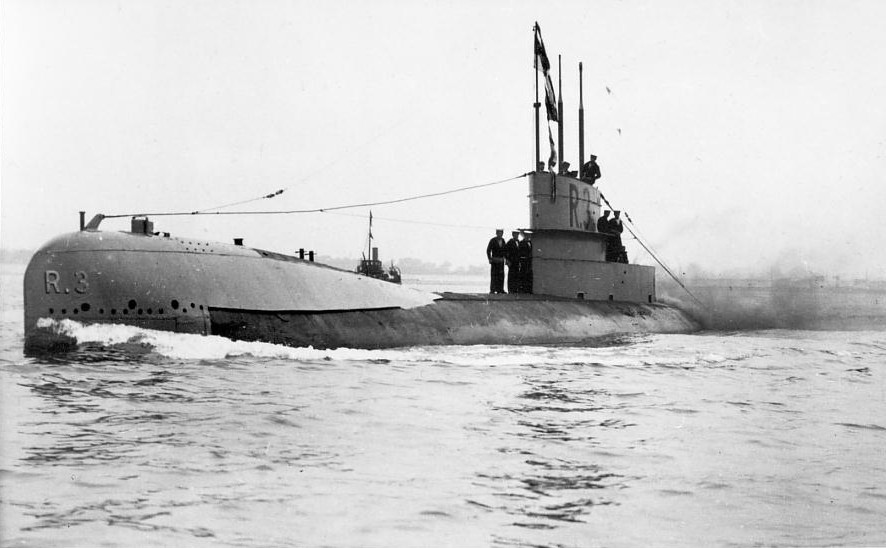
HMS R3 unter Fahrt

Die Entwicklung begann im Herbst 1916, und die ersten Einheiten wurden im Februar 1917 auf Kiel gelegt und im Laufe des Jahrs 1918 in Dienst gestellt. Die Boote sollten von Killybegs in Donegal aus operieren. Eines der Boote der R-Klasse griff im Oktober 1918 ein deutsches U-Boot mit einer vollen Salve von sechs Torpedos an, die jedoch alle fehlliefen oder nicht detonierten.
Nach Kriegsende herrschte kein Bedarf mehr an den U-Booten, sodass der Bau zweier noch nicht fertiggestellter U-Boote gestoppt und die übrigen bis auf R4 und R10 nach und nach außer Dienst gestellt und bis 1923 abgebrochen wurden. R4 und R10 dienten anschließend zur U-Jagd-Ausbildung bei der Isle of Portland, wobei R10 1929 verkauft wurde, während R4 noch bis 1934 zur Zieldarstellung eingesetzt wurde.

## Konstruktion
Konzept für den Einsatz der R-Klasse zur U-Jagd war es, feindliche U-Boote bei getauchter Fahrt aufzuspüren und anzugreifen. Daher war die gesamte Konstruktion dieses Typs auf diese spezielle Taktik ausgerichtet. Der Rumpf war stromlinienförmig geformt und verzichtete auf Strömungswiderstände wie ein Decksgeschütz oder externe Tanks. Die Maschinenanlage war ebenfalls auf die Unterwasserfahrt ausgelegt und bestand neben dem Dieselmotor für die Überwasserfahrt aus zwei gekoppelten Elektromotoren, die zusammen auf eine einzelne Propellerwelle wirkten. Für die Klasse wurde ferner der aus 200 Zellen bestehende Akkumulator der J-Klasse übernommen, der allerdings unter Volllast nur Energie für eine Stunde Fahrt liefern konnte. Da der Aufladevorgang auf See bis zu einem Tag dauern konnte und dabei die halbe Leistung des Dieselmotors für sich beanspruchte, wurden die Akkumulatoren der R-Klasse meist im Hafen vorgeladen.

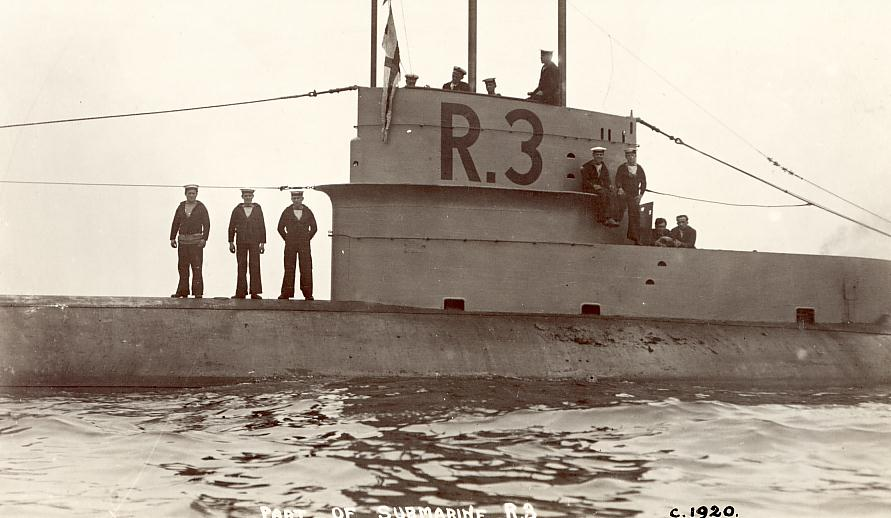
Besatzung vor dem Turm

Die ergriffenen Konstruktionsmaßnahmen für die Fahrleistung unter Wasser bewirkten eine damalige Rekordgeschwindigkeit von 14 kn (27,6 km/h), allerdings erwiesen sich die U-Boote bei hohen Geschwindigkeiten als schwer kontrollierbar. Ebenso waren die U-Boote bei Fahrt an der Oberfläche langsam und wenig seetüchtig. R4 wurde später modifiziert, was die Fahreigenschaften verbesserte, die Unterwassergeschwindigkeit jedoch auf 13 kn (24 km/h) herabsetzte.
Als weitere technologische Neuheit war die R-Klasse mit fünf Hydrophonen ausgerüstet, die im gewölbten Bug untergebracht waren und mit denen die anzugreifenden U-Boote bei getauchter Fahrt aufgespürt werden sollten. Die Bewaffnung bestand aus sechs Torpedorohren des Kalibers 457 mm. Hier zeigt sich ebenfalls die noch heutige übliche Verwendung leichterer Torpedos gegen Unterwasserziele, während für Überwasserziele meist schwerere Torpedos von Kalibern wie 533 mm oder 650 mm Verwendung finden.

## Einheiten der Klasse
| Boot    | Bauwerft            | Kiellegung       | Stapellauf      | Indienststellung  | Bemerkung                                                      |
| ------- | ------------------- | ---------------- | --------------- | ----------------- | -------------------------------------------------------------- |
| HMS R1  | Chatham Dockyard    | 4. Februar 1917  | 25. April 1918  | 14. Oktober 1918  | 1923 verkauft                                                  |
| HMS R2  | Chatham Dockyard    | 4. Februar 1917  |                 | 20. Dezember 1918 | 1923 verkauft                                                  |
| HMS R3  | Chatham Dockyard    | 4. Februar 1917  | 8. Juni 1918    | 17. März 1919     | 1923 verkauft                                                  |
| HMS R4  | Chatham Dockyard    | 4. März 1917     | 8. Juni 1918    | 23. August 1919   | modifiziert und zur U-Jagd-Ausbildung verwendet, 1934 verkauft |
| HMS R5  | Pembroke Dock       | März 1918        |                 |                   | Bau am 28. August 1919 gestoppt                                |
| HMS R6  | Pembroke Dock       | März 1918        |                 |                   | Bau am 28. August 1919 gestoppt                                |
| HMS R7  | Vickers             | 1. November 1917 | 14. Mai 1918    | 29. Juni 1918     | Stationierung im November 1918 in Donegal, 1923 verkauft       |
| HMS R8  | Vickers             | 1. November 1917 | 28. Juni 1918   | 25. Juli 1918     | Stationierung im November 1918 in Donegal, 1923 verkauft       |
| HMS R9  | Armstrong Whitworth | 1. Dezember 1917 | 12. August 1918 | 26. Juli 1919     | 1923 verkauft                                                  |
| HMS R10 | Armstrong Whitworth | 7. Dezember 1917 | 5. Oktober 1918 | 12. April 1919    | Zur U-Jagd-Ausbildung weiterverwendet, 1929 verkauft           |
| HMS R11 | Cammell Laird       | 1. Dezember 1917 | 16. März 1918   | 8. August 1919    | 1923 verkauft                                                  |
| HMS R12 | Cammell Laird       | 1. Dezember 1917 | 9. April 1918   | 29. Oktober 1919  | 1923 verkauft                                                  |